# Rester vivant
Pour l’article homonyme, voir Rester vivant (album).
Rester vivant (titre complet : Rester vivant : méthode) est un essai de Michel Houellebecq paru en 1991 aux éditions La Différence.

## Présentation
Composé d'une série de textes courts sur les thèmes notamment de la souffrance et de la poésie, ce recueil est le premier texte personnel de l'auteur. Il paraît la même année que son étude sur H.P. Lovecraft. L’essai Rester vivant a fait l'objet de plusieurs rééditions, et d'une adaptation en 2016, le film To Stay Alive: A Method, réalisée par le Néerlandais Erik Lieshout.

## Éditions
- Rester vivant : méthode, Paris, Éditions de la Différence, « Littérature », 1991, 45 p.  (ISBN 2-7291-0669-3)
  - Rester vivant, suivi de La poursuite du bonheur, Paris, Flammarion, 1997, 143 p.  (ISBN 2-08-067435-8)
  - Rester vivant et autres textes, Paris, Éditions J'ai lu, « Librio » (#274), 1999, 92 p.  (ISBN 2-277-30274-0) ; réimpression, 2001.  (ISBN 2-29-031394-7) ; réimpression 2005.  (ISBN 2-29-033448-0)